# Spirit (Automarke)
Spirit war eine britische Automarke.

## Markengeschichte
Dave Perry gründete 1979 das Unternehmen Perry Automotive Developments in Brightlingsea in der Grafschaft Essex. Er begann mit dem Import und kurz darauf mit der Produktion von Automobilen und Kits. Der Markenname lautete u. a. Spirit. Der Liquidation 1982 folgte eine Neugründung als Automotive Design & Developments. Der Unternehmenssitz war zu der Zeit vorübergehend in Clacton-on-Sea in Essex und später wieder in Brightlingsea. Spirit Cars of London aus London von 1983 bis 1984, Classic Automotive Reproductions aus Bridlington in East Riding of Yorkshire 1984, RW Kitcars aus Melton Mowbray in Leicestershire unter Leitung von Roger Woolley von 1986 bis 1987 sowie D & S Engineering von 1987 bis 1988 setzten die Produktion unter Beibehaltung des Markennamens fort. Lediglich Daytona Classics und Gatsby Cars von 1984 bis 1986 verwendeten den Markennamen Gatsby. Insgesamt entstanden etwa 14 Exemplare.

## Fahrzeuge
Im Angebot stand nur das Modell SS. Es war eine Weiterentwicklung des Adam SSK, den Perry von Classic Motor Carriages aus den USA importierte. Nun trieb ein vorne montierter Vierzylindermotor vom Ford Cortina das Fahrzeug an. Alternativ stand auch ein V8-Motor von Rover zur Wahl. Die Fahrzeugbreite sowie die Länge der Türen nahm zu.